# Ехлово
Ехлово или Яхали (на гръцки: Ακροπόταμος, Акропотамос, до 1926 година Γιαχαλή, Яхали) е село в Гърция, дем Илиджиево (Халкидона), област Централна Македония с 596 жители (2001).

## География
Ехлово е разположено в Солунското поле на левия бряг на Вардар на 40 километра северозападно от Солун и на 14 километра североизточно от демовия център Куфалово (Куфалия).

## История

### Етимология
Името на селото е образувано с метатеза от елха.

### В Османската империя
В края на XIX век Ехлово е турско село в Солунска каза на Османската империя. В 1900 година според Васил Кънчов („Македония. Етнография и статистика“) в Ехлово живеят 112 турци и 48 цигани.

### В Гърция
През Балканската война в 1912 година селото е окупирано от гръцки части и остава в Гърция след Междусъюзническата война. Турското му население се изселва и на негово място са настанени гърци бежанци. В 1926 година името на селото е сменено на Акропотамия. В 1928 година Ехлово е представено като бежанско село с 97 бежански семейства и 377 жители бежанци.
В 2001 година селото има 698 жители, а в 2011 - 596.